# Ouarville
Ouarville é uma comuna francesa na região administrativa do Centro, no departamento Eure-et-Loir. Estende-se por uma área de 20,35 km². Em 2010 a comuna tinha 546 habitantes (densidade: 26,8 hab./km²).